# 68853 Vaimaca
68853 Vaimaca este o planetă minoră (asteroid), cu un diametru de 5,662 km, din centura de asteroizi. A fost descoperită pe 19 aprilie 2002 la Observatorio Astronómico Los Molinos⁠(d) de Observatorio Astronómico Los Molinos⁠(d). 
Obiectul prezintă o orbită caracterizată de o semiaxă mare de 2,6788904962596 UAi, o excentricitate de 0,24, o înclinație de 12,2 ° în raport cu ecliptica.